# Synform

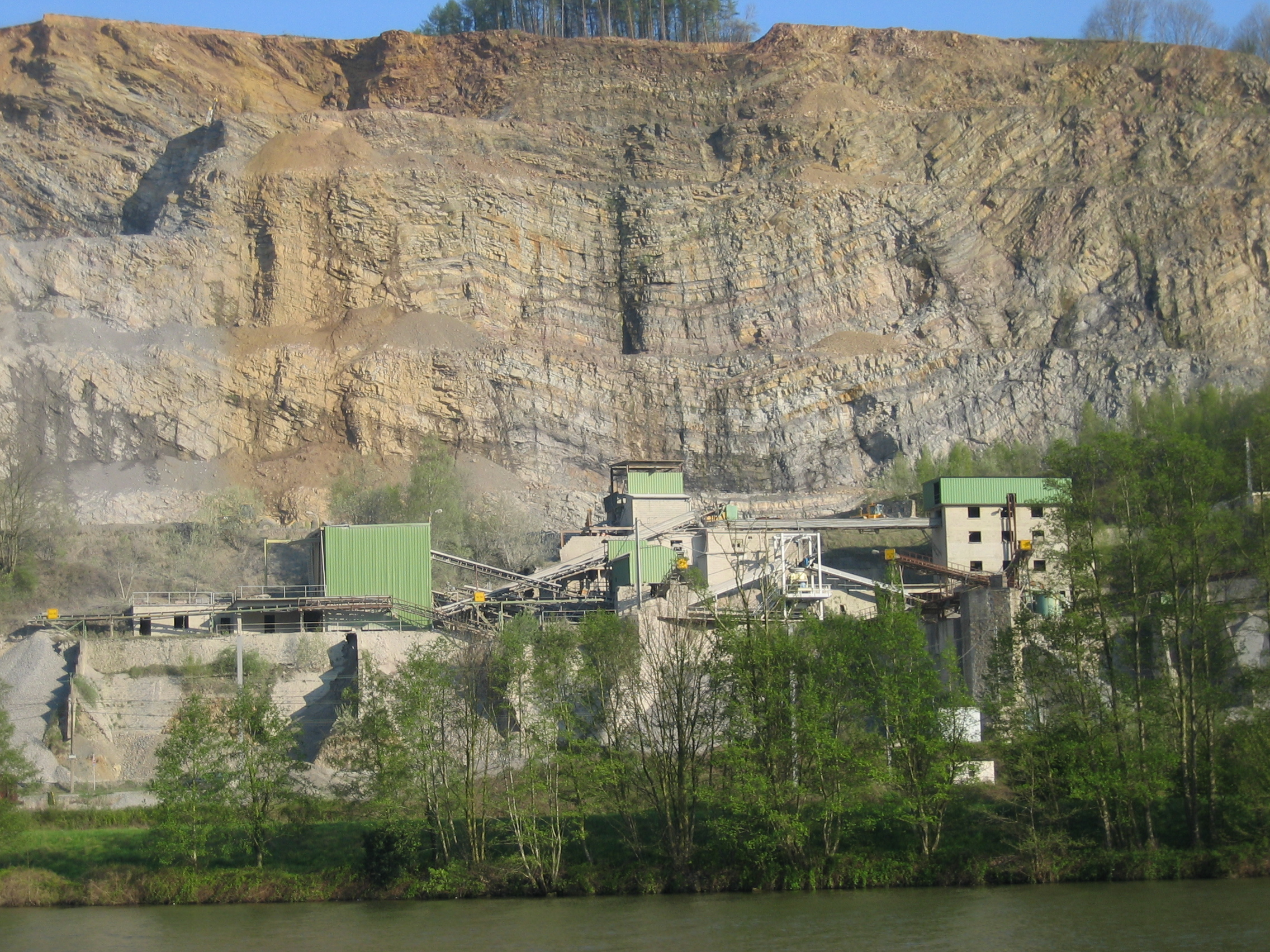
Synforme plooi bij Profondeville in België

Binnen de structurele geologie wordt met een synform een U-vormige plooi bedoeld, dat wil zeggen een plooi waarbij de convexe ("bolle") kant naar beneden wijst.
Een synform wordt, net als een antiform, gevormd door compressie van oorspronkelijk horizontaal afgezette lagen sediment. De term synform zegt alleen iets over de vorm van de plooi, niet over de leeftijd van het gesteente. Een synform die een normale opeenvolging kent (met het jongste gesteente in de kern en het oudere gesteente in de flanken), wordt een syncline genoemd. De tegenhanger hiervan is de anticline.
Een geheel van opeenvolgende synclines en anticlines die in totaal een grote synform vormen, wordt een synclinorium genoemd.